# مترجم سبيتبول
برنامج سبيت بول المترجم SPITBOL هو برنامج يمتاز بسرعة تنفيذ النصوص المترجمة عن طريق برنامج يسمي لغة سنبول 4 معتمداً في الأصل علي نظام أي بي إم / 360 و نظام / 370 كعائلة من أجهزة الكمبيوتر ولقد صارت الآن الملجأ لمعظم المعالجات الرئيسية بما في ذلك سيبارك وقد قام بإنشائه روبرت يوار وبلشر كين الذين كانوا آنذاك في معهد الينوى للتكنولوجيا.
قبل وضع برنامج سبيت بول كان يعتقد أن برنامج سنبول4 ذا سرعة بطيئة للغاية وذاكرته المكثفة يستحيل معها أن تقوم بعملها علي الوجهة الأكمل وتجميع الكلمات بشكل منطقي بطئ في الترجمة يمنع من تحديد وقت مناسب ودقة عالية ذات جودة للترجمة علي العكس من ذلك وجدنا أن سبيت بول ذكي جدا في اتخاذ القرارات في وقت سريع بشكل مذهل وبرنامج سنبول 4 يعمل تحت سبيت بول بدقة عالية وسرعة رهيبة والملحوظ هنا هوان برنامج جامع القمامة مثلاً عند برنامج سبيت بول ذو سرعة عالية ويدير العملية بشكل جيد للغاية في ظل ظروف بالغة التعقيد.
الإصدارات الأخيرة من المترجم سبيت بول المتاحة منذ عام 2001 كان قد تحصل من خلالها علي شفرة المصدر الأصلي للمترجم 360 سبيت بول.
وهي منشورة تحت رخصة جنو العمومية العامة.
والإصدار الكامل لبرنامج سبيت بول مكتوب في عام 1970 من قبل دوار وانطوين مالكان.
وتتضمن ترميز البرنامج وهو في تعريفه هو لغة تجميع لآله مجردة يتم تعريفها بعناية عن طريق مجموعة من المعلومات تسمح بحرية تنفيذ العملية المطلوبة وهي الترجمة السليمة بحيث يمكن استغلالها في أجهزة مقبلة لعلاج النظام حسب سلسلة إصدارة.
تم إجراء تنفيذ الحد الأدنى من اللغة التي تم تصميمها للتفسير على الحواسيب الصغيرة بترجمته باستخدام الأصول الخاصة لعملية الترجمة من تلك التراجم .
واصدر سبيت بول إصداراً يدعي ميكرال فهو مترجم كانت له مزايا سبيت بول في تنفيذ الأوامر ونشرت نسخة من سبيت بول الكلية جنبا إلى جنب مع مترجم ميكرال في إطار لا يتعدي مساحته 40K بايت.
ويتحقق هذا الرمز الكائن المدقع بضغط ميكرال باستخدام مجموعة من البرامج التي تهدف من خلال الماكرو البرمجية إلي التقليل من المساحة المطلوبة لرمز الكائن وجدول الماكرو حتى مع وجود التعقيدات الخوارزمية المعروفة للحصول على الحل الأمثل لهذه المشكلة الكبيرة ولكن الاستدلال أصبح ذات كفاءة عالية في تحقيق النتائج شبه الأمثل.
وأفرج عن شفرة المصدر لسبيت بول الكلية تحت رخصة جنو العمومية العامة في 17 أبريل 2009.